# Philipp Jacob Spener
Philipp Jacob Spener, født 13. januar 1635 i Ribeauvillé/Rappoltsweiler i Elsass, død 5. februar 1705 i Berlin, var en tysk luthersk teolog og kaldt "pietismens fader". Desuden var han en fremtrædende genealog, slægtsforsker, og grundlægger af den videnskabelige heraldik.

## "Pia Desideria" eller "Fromme Ønsker"
Spener havde fra omkring 1670 været med til at oprette collegia pietatis, grupper af mænd og kvinder der samledes omkring præsten til opbyggelige møder uden for kirkens gudstjenester, en tidlig form for kristelig foreningsvæsen. Endnu uden love, medlemsfortegnelse eller bestyrelse.
Pia Desideria fra 1675 regnes for Speners hovedværk. Det kom da den lutherske ortodoksi havde domineret i henved hundrede år og gjort menighederne til passive tilhørere for den rette læres fremlæggelse i gudstjenesten. 

Pia Desideria blev skrevet som forord til en nyudgivelse af Johann Arndts bog "Den sande kristendom", besørget af Spener selv. Det er pietismens programskrift, hvor Spener sammenfattede tanker i tiden og dermed repræsenterede den ’zeitgeist’, tidsånd, som herskede i Tyskland og resten af Europa efter religionskrigenes ødelæggelser. Pietismens fremvækst tolkes oftest som en reaktion på tidens teologiske dogmatik og vanefromhed.
Spener fremlagde en række forslag til ændringer:
1. At Guds ord skal bo rigeligt iblandt de kristne – ikke blot ved gudstjenesten, men også i hjemmene, ved friere møder (de såkaldte "konventikler") og som personlig bibellæsning.
2. Oprettelse og flittig brug af det almindelige præstedømme. Kirken skulle ikke blot være teologernes og præsternes kirke, den skulle være alle kristnes kirke. Det skulle være slut med det gejstlige monopol.
3. At kristendom ikke består i at vide, men i at gøre. Det nytter intet med en ret lære, hvis ikke det rette liv følger med. Kristendom må praktiseres i konkrete kærlighedsgerninger.
4. Nej til uforsonlige lærestridigheder. Den rene lære skulle forsvares, men det skulle gøres i respekt for modparten.
5. Præsterne skulle prædike jævnt og opbyggeligt for folket. De skulle ikke bruge prædikestolen til sindrige udredninger og ren oratorisk udfoldelse.

Pia Desideria fik stor betydning og satte en bevægelse i gang i den lutherske kirke. I byen Halle i Sachsen-Anhalt var August Herman Francke en varm tilhænger af den nye bevægelse. Ved det nye universitet i byen lykkedes det ham at skabe et pietistisk kraftcenter. I Halle skabtes fra 1694 en vidt forgrenet aktivitet, de Halle-stiftelser, med skoler, bogtrykkeri, fattighuse og arbejde for ydre mission – det sidste var noget helt nyt i den lutherske kirke. Over for det verdslige liv med dets fornøjelser stillede Franckes pietister sig strengt fordømmende.

Nu hvor "hjerteforholdet til Frelseren" for mange var blevet meget vigtigere end den rette ortodoksi, kunne det betyde knap så meget om man var lutheraner eller reformert, blot man var omvendt. 